# Gmina Pokój
Die Gmina Pokój ist eine Landgemeinde im Powiat Namysłowski der Woiwodschaft Oppeln in Polen. Ihr Sitz ist das gleichnamige Dorf (deutsch Carlsruhe O/S, schlesisch Coarlsruhe, schlonsakisch Pokůj) mit etwa 1400 Einwohnern.

## Geographie
Die Gemeinde liegt etwa in der Mitte der Woiwodschaft. Deren Hauptstadt Opole (Oppeln) liegt ca. 25 Kilometer südlich. Die Kreisstadt Namysłów (Namslau) liegt 20 Kilometer in nordwestlicher Richtung. Durch den Hauptort verläuft die Woiwodschaftsstraße DW454.
Die Gemeinde liegt im Landschaftsschutzgebiet Stobrawski Park Krajobrazowy.

## Geschichte
Die Landgemeinde kam 1950 zur Woiwodschaft Oppeln, deren Zuschnitt sich mehrfach änderte. Dem Powiat Namysłowski gehört sie seit 1999 an.
(Bad) Carlsruhe war von 1850 bis 1945 ein beliebtes Kurbad in Schlesien.

## Politik

### Gemeindevorsteher
An der Spitze der Gemeindeverwaltung steht der Gemeindevorsteher bzw. die Gemeindevorsteherin. Dies ist seit 2006 Barbara Zając (PSL), die vom Wahlkomitee „Organisationen für den öffentlichen Nutzen in Pokój“ nominiert wurde. Die turnusmäßige Wahl im April 2024 führte zu folgendem Ergebnis:
- Barbara Zając (Wahlkomitee „Organisationen für den öffentlichen Nutzen in Pokój“) 50,7 % der Stimmen
- Tomasz Krystosek (Wahlkomitee „Tomasz Krystosek – Kandidat als Gemeindevorsteher“) 29,3 % der Stimmen

Damit wurde Barbara Zając erneut bereits im ersten Wahlgang wiedergewählt.
Die turnusmäßige Wahl im Oktober 2018 führte zu folgendem Ergebnis:
- Barbara Zając (Wahlkomitee „Organisationen für den öffentlichen Nutzen in Pokój“) 70,7 % der Stimmen
- Józef Rogalski (Wahlkomitee „Bürgerfreundliche lokale Verwaltung im Powiat Namysłowski“) 29,3 % der Stimmen

Damit wurde Barbara Zając bereits im ersten Wahlgang wiedergewählt.

### Gemeinderat
Der Gemeinderat besteht aus 15 Mitgliedern und wird von der Bevölkerung in Einpersonenwahlkreisen gewählt. Die Gemeinderatswahl 2024 führte zu folgendem Ergebnis:
- Wahlkomitee „Tomasz Krystosek – Kandidat als Gemeindevorsteher“ 42,5 % der Stimmen, 9 Sitze
- Wahlkomitee „Organisationen für den öffentlichen Nutzen in Pokój“ 40,6 % der Stimmen, 4 Sitze
- Lewica 6,0 % der Stimmen, kein Sitz
- Wahlkomitee Patrycia Łaskawska-Kupilas 5,2 % der Stimmen, 1 Sitz
- Prawo i Sprawiedliwość (PiS) 3,6 % der Stimmen, 1 Sitz
- Koalicja Obywatelska (KO) 2,2 % der Stimmen, kein Sitz

Die Gemeinderatswahl 2018 führte zu folgendem Ergebnis:
- Wahlkomitee „Organisationen für den öffentlichen Nutzen in Pokój“ 49,0 % der Stimmen, 9 Sitze
- Wahlkomitee „Bürgerfreundliche lokale Verwaltung im Powiat Namysłowski“ 29,9 % der Stimmen, 5 Sitze
- Prawo i Sprawiedliwość (PiS) 13,6 % der Stimmen, kein Sitz
- Sojusz Lewicy Demokratycznej (SLD) / Lewica Razem (Razem) 4,5 % der Stimmen, kein Sitz
- Polskie Stronnictwo Ludowe (PSL) 3,1 % der Stimmen, 1 Sitz

## Gemeinde
Die Landgemeinde (gmina wiejska) Pokój gliedert sich in folgende Dörfer mit Schulzenamt (sołectwo):
- Dąbrówka Dolna (bis 1930 Königlich Dombrowka; 1930–32: Dombrowka; dann Eichendorf)
- Domaradz (Dammratsch; 1936–45: Dammfelde)
- Domaradzka Kuźnia (Dammratschhammer; 1936–45: Dammfelder Hammer)
- Fałkowice (Falkowitz; 1936–45: Falkendorf)
- Kopalina (Kopaline; 1936–45: Winterberg)
- Krogulna (Krogullno)
- Krzywa Góra (Blumenthal)
- Ładza (Salzbrunn)
- Lubnów (Liebenau)
- Pokój (Carlsruhe)
- Siedlice (Seidlitz)
- Zawiść (Zawisc; 1936–45: Winterfeld O. S.)
- Zieleniec (Gründorf)